# Poiana Stoichii
Poiana Stoichii – wieś w Rumunii, w okręgu Vrancea, w gminie Vintileasca. W 2011 roku liczyła 98
mieszkańców.